# حوراء العجمي
حوراء العجمي هي لاعبة كاراتيه إماراتية. مثلت دولة الإمارات العربية المتحدة في البطولة العربية للكاراتيه عام 2021 وحصلت على الميدالية الذهبية في البطولة كما شاركت في منافسات بطولة آسيا للكاراتيه لعام 2023 والتي أقيمت في مدينة ملاكا الماليزية، وحصلت على الميدالية البرونزية في منافسات الكوميتيه للوزن تحت 50 كيلوغرام.

## مسيرتها الرياضية
اهتمت حوراء العجمي برياضة الكاراتيه في مرحلة المدرسة، وبدأت مسيرتها الاحترافية في لعبة الكاراتيه في نهاية عام 2010. وفي عام 2022 رشح اتحاد الإمارات للكاراتيه حوراء العجمي لعضوية لجنة اللاعبين الرياضيين بالاتحاد.

## الأندية
لعبت حوراء العجمي لصالح نادي الشارقة للمرأة.

## الميداليات والألقاب
حققت حوراء العجمي عددًا من الميداليات في العديد من المنافسات والبطولات الدولية للعبة الكاراتيه كان من أهم الميداليات التي أحرزتها الميدالية البرونزية في بطولة آسيا للكاراتيه عام 2016، والميدالية الفضية في بطولة آسيا للكاراتيه عام 2021، والميدالية الذهبية في البطولة العربية للكاراتيه عام 2021. وفي عام 2022 شاركت حوراء العجمي ضمن المنتخب الوطني للإمارات العربية المتحدة للكاراتيه في بطولة آسيا للكاراتيه وأحرزت الميدالية البرونزية في البطولة، وفي عام 2023 أحرزت أيضًا مع المنتخب الإماراتي الميدالية البرونزية في بطولة آسيا للكاراتيه في منافسات الكوميتيه للوزن الأقل من 50 كيلوغرام.